# مقاطعة شوشون (أيداهو)
مقاطعة شوشون (بالإنجليزية: Shoshone County)‏ هي إحدى مقاطعات ولاية أيداهو في الولايات المتحدة الأمريكية.